# 市原市立有秋南小学校
市原市立有秋南小学校（いちはらしりつ ゆうしゅうみなみしょうがっこう）は、千葉県市原市桜台にある公立小学校。文部科学省の学校コードはB112210004663、旧学校調査番号は121091。通称は南小（みなみしょう）。

## 概要
市原市西部の有秋地区に位置する。市原市立有秋西小学校の児童数増加によって同校から分離した新設校である。桜台団地と角栄団地が主な通学区域となっていて、有秋台団地群の中心を成す姉崎住宅団地は含まれていない。
市原市では全ての市立学校において2学期制を採用している。

## 沿革

### 概歴
1982年（昭和57年）に市原市立有秋西小学校から分離して市原市立有秋南小学校として開校した。開校前には、所在地が桜台であることから桜台小学校という名称を用いるか、有秋台団地群南部にあることから有秋南小学校という名称を用いるかで揉めたが、結局有秋南小学校いう名称を使用している。学校実績として市原市教育委員会などからの推進校および研究学校指定を2015年（平成27年）までに8回受けている。

### 年表
- 1982年（昭和57年）4月1日 - 市原市立有秋南小学校開校[4]。

## 施設

### 敷地
敷地の詳細は以下の通りである。
| 所在地     | 〒299-0127 千葉県市原市桜台3丁目1番地1 |
| 所有者     | 市原市                                 |
| 敷地面積   | 23,680m2                               |
| 用途地域   | 第一種中高層住居専用地域               |
| 指定建蔽率 | 60%                                    |
| 指定容積率 | 200%                                   |
| 取得価格   | 756,700,000円                          |

### 建物
敷地内の建物は以下の通りである。
| 棟番号 | 棟名称      | 構造   | 階数        | 延床面積   | 建築年 | 耐震   | 耐震       | Is値 | 備考       |
| ------ | ----------- | ------ | ----------- | ---------- | ------ | ------ | ---------- | ---- | ---------- |
| 001    | 校舎-2      | RC造   | 地上3階建て | 2,566.00m2 | 1982年 | 不明   | 耐震工事済 | 0.75 | [ 注釈 1 ] |
| 002    | 校舎-1      | RC造   | 地上3階建て | 1,226.00m2 | 1982年 | 不明   | 耐震工事済 | 0.74 | [ 注釈 1 ] |
| 003    | 校舎-3      | RC造   | 地上3階建て | 1,053.00m2 | 1984年 | 新基準 | 耐震性あり | -    |            |
| 004    | 体育館      | RC造   | 地上1階建て | 811.00m2   | 1983年 | 新基準 | 耐震性あり | -    | [ 注釈 2 ] |
| 005    | 渡り廊下ー1 | RC造   | 地上3階建て | 117.00m2   | 1982年 | 不明   | 耐震性あり | 1.47 | [ 注釈 3 ] |
| 006    | 倉庫・物置  | 木造   | 地上1階建て | 83.00m2    | 1982年 | -      | -          | -    |            |
| 007    | 倉庫・物置  | 鉄骨造 | 地上1階建て | 31.00m2    | 1995年 | -      | -          | -    |            |
| 008    | 倉庫・物置  | 木造   | 地上1階建て | 26.00m2    | 1982年 | -      | -          | -    |            |
| 009    | 倉庫・物置  | 木造   | 地上1階建て | 26.00m2    | 1992年 | -      | -          | -    |            |
| 010    | 倉庫・物置  | 木造   | 地上1階建て | 26.00m2    | 1988年 | -      | -          | -    |            |

### 併設施設
- 有秋南小学校児童クラブ（学童保育）

## 規模
2022年（令和4年）5月1日現在の学校規模は以下の通りである。
| 児童数       | 135名    |
| 学級数       | 8学級    |
| 通学区域面積 | 5.848km2 |
| 通学区域人口 | 5,958人  |

## 通学区域
以下の町丁字とその範囲を通学区域として指定している。
- 天羽田
- 椎の木台1 - 2丁目
- 桜台1 - 4丁目
- 椎津の一部
- 迎田の一部
- 不入斗の一部
- 深城の一部

## 通学区域内施設
- 姉崎病院

## 中学校区
- 市原市立有秋中学校

## 隣接小学校区
- 市原市立姉崎小学校
- 市原市立有秋東小学校
- 市原市立有秋西小学校
- 袖ケ浦市立長浦小学校
- 袖ケ浦市立蔵波小学校
- 袖ケ浦市立平岡小学校幽谷分校

## アクセス
- 姉ケ崎駅から徒歩56分
- 日東交通
  - （姉ヶ崎線）「桜台団地」下車後、目の前。